# Henrieta Farkašová
Henrieta Farkašová (3 de mayo de 1986) es una deportista eslovaca que compite en esquí alpino adaptado. Ganó catorce medallas en los Juegos Paralímpicos de Invierno entre los años 2010 y 2022.

## Palmarés internacional
| Juegos Paralímpicos | Juegos Paralímpicos         | Juegos Paralímpicos | Juegos Paralímpicos            |
| Año                 | Lugar                       | Medalla             | Prueba                         |
| ------------------- | --------------------------- | ------------------- | ------------------------------ |
| 2010                | Vancouver (Canadá)          | Medalla de oro      | Eslalon gigante (disc. visual) |
| 2010                | Vancouver (Canadá)          | Medalla de oro      | Supergigante (disc. visual)    |
| 2010                | Vancouver (Canadá)          | Medalla de oro      | Supercombinada (disc. visual)  |
| 2010                | Vancouver (Canadá)          | Medalla de plata    | Descenso (disc. visual)        |
| 2014                | Sochi (Rusia)               | Medalla de oro      | Descenso (disc. visual)        |
| 2014                | Sochi (Rusia)               | Medalla de oro      | Eslalon gigante (disc. visual) |
| 2014                | Sochi (Rusia)               | Medalla de bronce   | Eslalon (disc. visual)         |
| 2018                | Pyeongchang (Corea del Sur) | Medalla de oro      | Descenso (disc. visual)        |
| 2018                | Pyeongchang (Corea del Sur) | Medalla de oro      | Eslalon gigante (disc. visual) |
| 2018                | Pyeongchang (Corea del Sur) | Medalla de oro      | Supergigante (disc. visual)    |
| 2018                | Pyeongchang (Corea del Sur) | Medalla de oro      | Supercombinada (disc. visual)  |
| 2018                | Pyeongchang (Corea del Sur) | Medalla de plata    | Eslalon (disc. visual)         |
| 2022                | Pekín (China)               | Medalla de oro      | Descenso (disc. visual)        |
| 2022                | Pekín (China)               | Medalla de oro      | Supercombinada (disc. visual)  |